# Nikolaj Davydenko
Nikolaj Vladimirovitsj Davydenko (Russisch: Николай Владимирович Давыденко) (Sjevjerodonetsk, 2 juni 1981) is een in Oekraïne geboren voormalig tennisser uit Rusland. Hij was professioneel tennisser van 2001 tot en met 2014. Hij kwam in 2001 voor het eerst binnen in de top 100 en bereikte in 2005 voor het eerst de top 10. Zijn hoogste plaats op de ATP-ranglijst was de 3e, die hij behaalde op 6 november 2006.
Davydenko heeft in zijn carrière eenentwintig enkeltoernooien en één herendubbeltoernooi op zijn naam geschreven. Hij won ook vier challengers en een futurestoernooi in het enkelspel. Zijn beste resultaat in het enkelspel op een grandslamtoernooi is de halve finale op Roland Garros en de US Open, elk 2 x behaald. In 2009 won hij de ATP World Tour Finals.

## Carrière

### Jaarverslagen

#### 1999 - 2000
Davydenko werd professioneel tennisser in 1999. Hij speelde dat jaar hoofdzakelijk futurestoernooien. In 2000 won hij zijn eerste futurestoernooi in het Duitse Neckarau. Hij won dat jaar ook zijn eerste challenger, in Mönchengladbach, en nam voor het eerst deel aan een ATP-toernooi, in Amsterdam. Hij boekte er zijn eerste zeges op ATP-niveau en bereikte er de halve finale, die hij verloor van Raemon Sluiter.

#### 2001 - 2002
In 2001 maakte Davydenko zijn grandslamdebuut op de Australian Open. Hij verloor in de tweede ronde van Patrick Rafter. Hij liep in februari een blessure op aan de heup en de onderrug en was zes weken buiten strijd. Ook op Roland Garros verloor hij in de tweede ronde, van Lleyton Hewitt. In juli won hij de challenger van Ulm en in september die van Istanbul. Op de US Open werd hij in de eerste ronde uitgeschakeld. In het najaar bereikte hij nog de kwartfinale van het ATP-toernooi van Bazel. Davydenko eindigde het jaar voor het eerst in de top 100, op plaats 79.
In 2002 werd hij op de Australian Open en op Wimbledon in de eerste ronde uitgeschakeld en op Roland Garros en de US Open in de tweede ronde. Hij haalde dat jaar twee kwartfinales (Båstad en Wenen) en hij won in september zijn vierde challenger, in Szczecin. Hij eindigde het jaar op plaats 85.

#### 2003
Begin 2003 won Davydenko zijn eerste ATP-titel door in de finale van het ATP-toernooi van Adelaide de Belg Kristof Vliegen te kloppen. Op de Australian Open lag hij er tegen Jarkko Nieminen echter al meteen in de eerste ronde uit. In februari en april haalde hij de kwartfinale respectievelijk in San José en Barcelona. Hij won in april ook zijn tweede ATP-toernooi, in Estoril, waar hij Agustín Calleri klopte in de finale. In mei bereikte hij zijn derde finale van het jaar, in St. Pölten, maar hij verloor van Andy Roddick. Op Roland Garros werd hij in de tweede ronde uitgeschakeld door topreekshoofd Lleyton Hewitt, op Wimbledon verloor hij in de openingsronde en op de US Open ook in ronde twee. Tijdens de zomer en het najaar haalde hij weinig goede resultaten. Davydenko sloot 2003 voor het eerst af in de top 50, op plaats 44.

#### 2004
De eerste drie maanden van 2004 kende Davydenko weinig succes. Hij verloor op de Australian Open van 2004 in de tweede ronde van Olivier Patience. Pas in april haalde hij weer goede resultaten, met zijn eerste kwartfinale op een Masterstoernooi, in Monte Carlo, en winst op het ATP-toernooi van München, waar hij Martin Verkerk versloeg in de finale. In mei haalde hij de kwartfinale in St. Pölten, maar verloor hij in de openingsronde van Roland Garros van derde reekshoofd en verliezend finalist Guillermo Coria. Ook op Wimbledon verloor hij in de eerste ronde, van Verkerk. Tijdens de zomer haalde Davydenko de halve finale in Stuttgart en de kwartfinale in Long Island. Op de US Open haalde hij voor het eerst de derde ronde op een Grand Slam. Midden augustus nam Davydenko ook deel aan de Olympische Spelen in Athene, maar hij werd in de eerste ronde van het enkelspel verslagen door 's werelds nummer 1 Roger Federer. In de herfst haalde hij nog de kwartfinale in Palermo en won hij het ATP-toernooi van Moskou (winst tegen Greg Rusedski in de finale), waar hij ook het dubbelspel won. Davydenko eindigde het jaar op plaats 28.

#### 2005
Davydenko startte 2005 sterk met een halve finale op het ATP-toernooi van Doha en zijn eerste grandslamkwartfinale op de Australian Open, waarin hij tegen Andy Roddick opgaf in de derde set. Hij had eerder in het toernooi twee top 20-spelers verslagen (Tim Henman en Guillermo Cañas). Door zijn goede prestatie kwam Davydenko voor het eerst binnen in de top 20. In februari haalde hij de kwartfinales in Rotterdam en Dubai. In de aanloop naar Roland Garros haalde Davydenko twee halve finales (in Barcelona en op het Masterstoernooi van Hamburg) en won hij zijn vijfde toernooi in St. Pölten. Zijn goede vorm werd bevestigd op Roland Garros. Hij haalde er zijn eerste halve finale op een Grand Slam en verloor van Mariano Puerta. Na Roland Garros kwam Davydenko voor het eerst binnen in de top 10 en klom hij op naar de zevende plaats op de ATP-ranglijst. Op Wimbledon moest hij in de tweede ronde opgeven met een blessure aan de rechterpols. Tijdens de zomer haalde Davydenko de halve finale in Stuttgart - ook daar gaf hij op - en de kwartfinale op de Masters van Cincinnati. Op de US Open, waar hij als zesde geplaatst was, verloor hij al in de tweede ronde van de Thai Paradorn Srichaphan. Na de US Open haalde hij nog de halve finale in Metz en de kwartfinales in Sint-Petersburg en op de Masters in Parijs. Zijn sterke jaar leverde hem een startplaats op voor de Tennis Masters Cup in Shanghai. Hij won zijn drie groepswedstrijden (tegen Andre Agassi, Gastón Gaudio en Mariano Puerta), en verloor in de halve finale van David Nalbandian. Davydenko sloot het jaar voor het eerst af in de top tien, op plaats 5, en was ook voor het eerst de beste Rus op de ATP-ranglijst.

#### 2006

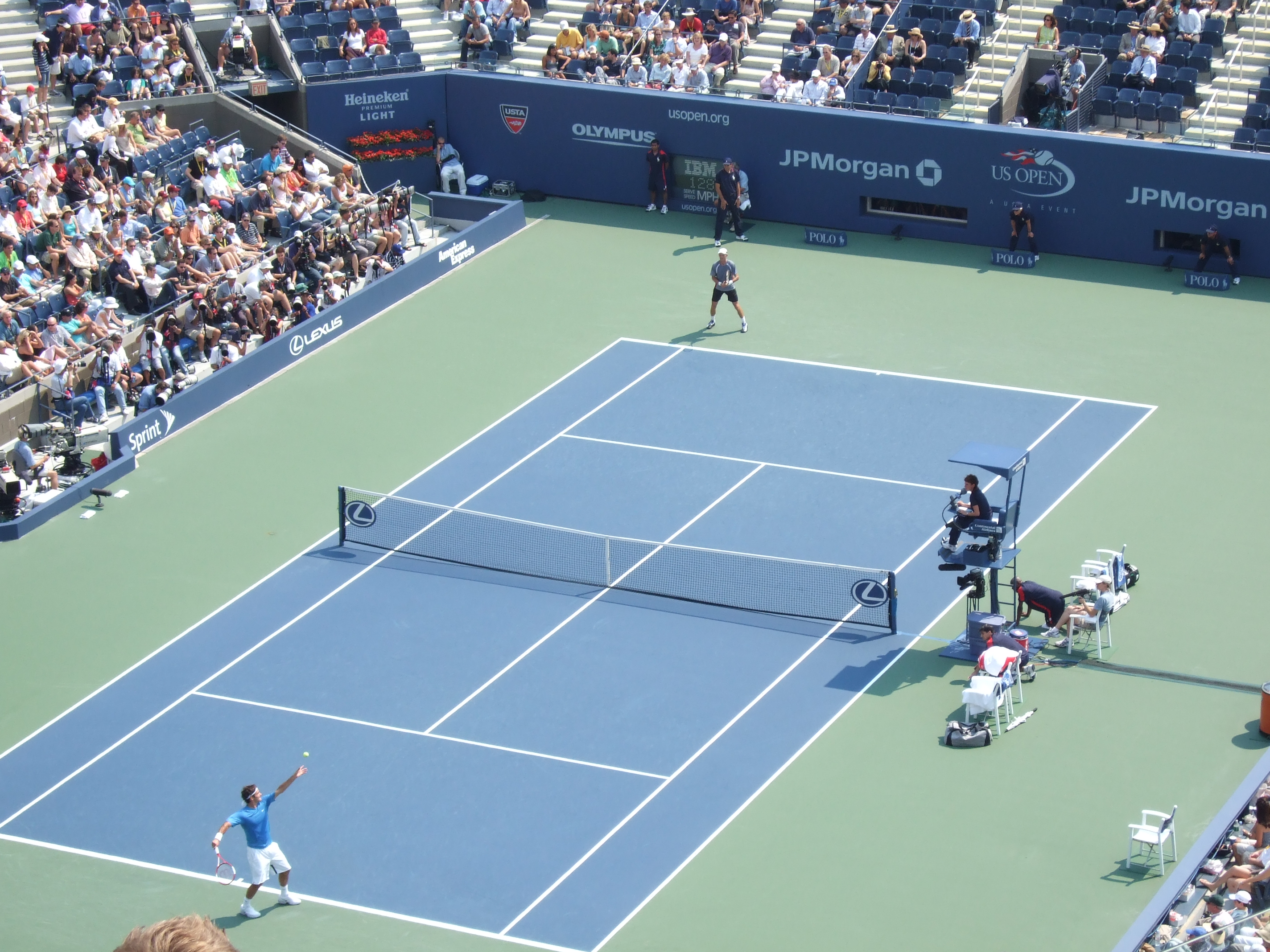
Davydenko (bovenaan) tegen Federer in de halve finale van de US Open van 2006

Net zoals in 2005 had Davydenko een sterke seizoensstart in 2006. Hij haalde de kwartfinale in Doha, de halve finale in Sydney en de kwartfinale op de Australian Open, die hij verloor van de uiteindelijke winnaar Roger Federer. Tot aan Roland Garros haalde hij nog de halve finale in Rotterdam, de finale in Estoril (verlies tegen David Nalbandian) en de kwartfinale op de Masters van Hamburg. De week voor Roland Garros won hij het ATP-toernooi van Pörtschach door Andrej Pavel te verslaan in de finale. Op Roland Garros werd hij door Nalbandian uitgeschakeld in de kwartfinale. Het grasseizoen was niet echt succesvol, met onder andere een uitschakeling in de eerste ronde van Wimbledon. Na Wimbledon ging het echter weer goed. In juli haalde Davydenko de finale van Båstad (verlies tegen Tommy Robredo) en won hij het ATP-toernooi van Sopot (winst in de finale tegen Florian Mayer). In de tweede helft van augustus won hij zonder setverlies zijn derde toernooi van het jaar in New Haven en op de US Open haalde hij de halve finale, die hij verloor van Roger Federer, die het toernooi uiteindelijk won. In het najaar haalde hij nog meer succesvolle resultaten met een kwartfinale in Peking en nog twee toernooiwinsten, in Moskou (winst tegen Marat Safin in de finale) en op het Masterstoernooi van Parijs (winst tegen Dominik Hrbatý in de finale). Dit bracht zijn totaal aantal gewonnen toernooien in 2006 op vijf. Na zijn winst in Parijs bereikte Davydenko zijn hoogste notering ooit op de ATP-ranglijst met een derde plaats. Net als in 2005 kreeg hij een startbewijs voor de Tennis Masters Cup in november. Deze keer werd hij echter al in de groepsfase uitgeschakeld. Hij won van Tommy Robredo, maar verloor zijn partijen tegen James Blake en Rafael Nadal. Davydenko eindigde het jaar op plaats 3 van de ATP-ranglijst.

#### 2007
In januari haalde Davydenko de halve finale op het ATP-toernooi van Doha en, voor het derde jaar op rij, de kwartfinale op de Australian Open, waar hij als derde geplaatst was. In februari haalde hij de halve finale in Rotterdam, in april de kwartfinale in Barcelona en in mei de kwartfinale in ATP-toernooi van Pörtschach en de halve finale op de Masters in Rome. Op Roland Garros evenaarde hij zijn beste prestatie op een Grand Slam door er de halve finale te halen. Hij verloor van Roger Federer. Op Wimbledon werd hij in de vierde ronde uitgeschakeld door Marcos Baghdatis. Na een zwakke maand juli haalde hij in augustus de kwartfinale op het Masterstoernooi van Montréal en de halve finale op de Masters van Cincinnati. Op de US Open zette hij zijn sterke hardcourtseizoen verder. Hij werd in de halve finale geklopt door Federer, die het toernooi uiteindelijk won. Na de US Open verdedigde hij in oktober succesvol en zonder setverlies zijn titel op het ATP-toernooi van Moskou (winst tegen Paul-Henri Mathieu in de finale). In november nam hij voor de derde maal op rij deel aan de Tennis Masters Cup. Net als in 2006 bleef hij in de groepsfase steken. Hij won zijn match tegen Fernando González, maar verloor van Federer en Andy Roddick. Davydenko sloot het jaar voor de derde keer op rij af in de top vijf, op plaats 4.

#### 2008

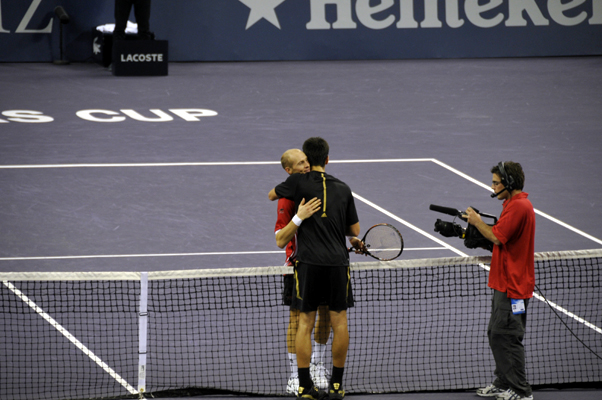
Đoković en Davydenko omhelzen elkaar na afloop van de finale van de Tennis Masters Cup van 2008.

Net als het voorgaande jaar haalde Davydenko in 2009 de halve finale van het ATP-toernooi van Doha, waar in hij werd uitgeschakeld door Andy Murray. Op de Australian Open verloor hij in de vierde ronde van Michail Joezjny. In maart haalde hij de halve finale in Dubai en won hij het Masterstoernooi in Miami. Hij versloeg daar Andy Roddick in de halve finale en Rafael Nadal in de finale. In de aanloop naar Roland Garros haalde Davydenko de finale in Estoril, de halve finale van het Masterstoernooi van Monte Carlo en won hij het ATP-toernooi van Pörtschach (winst tegen Juan Mónaco in de finale). Op Roland Garros was hij echter minder succesvol en werd hij in de derde ronde uitgeschakeld door Ivan Ljubičić. In juni, voor Wimbledon, won Davydenko zijn derde toernooi van het jaar in Warschau, waar hij Tommy Robredo klopte in de finale. Op Wimbledon lag hij er meteen in de eerste ronde uit, na verlies tegen Benjamin Becker. Tijdens de zomer nam Davydenko deel aan de Olympische Spelen in Peking. Hij verloor in de tweede ronde van het olympisch tennistoernooi van de Fransman Paul-Henri Mathieu. Op de US Open haalde hij de vierde ronde, waarin hij verrassend verloor van Gilles Müller. In het najaar haalde hij nog de kwartfinale in Moskou en de halve finale op de Masters van Parijs. Davydenko mocht in november voor de vierde maal op rij deelnemen aan de Tennis Masters Cup. Hij won twee van zijn drie poulewedstrijden (winst tegen Jo-Wilfried Tsonga en Juan Martín del Potro, verlies tegen Novak Đoković) en stootte door naar de halve finale, die hij won van Andy Murray. In de finale verloor hij opnieuw van Đoković. Davydenko eindigde 2008 op plaats 5 van de ATP-ranglijst.

#### 2009

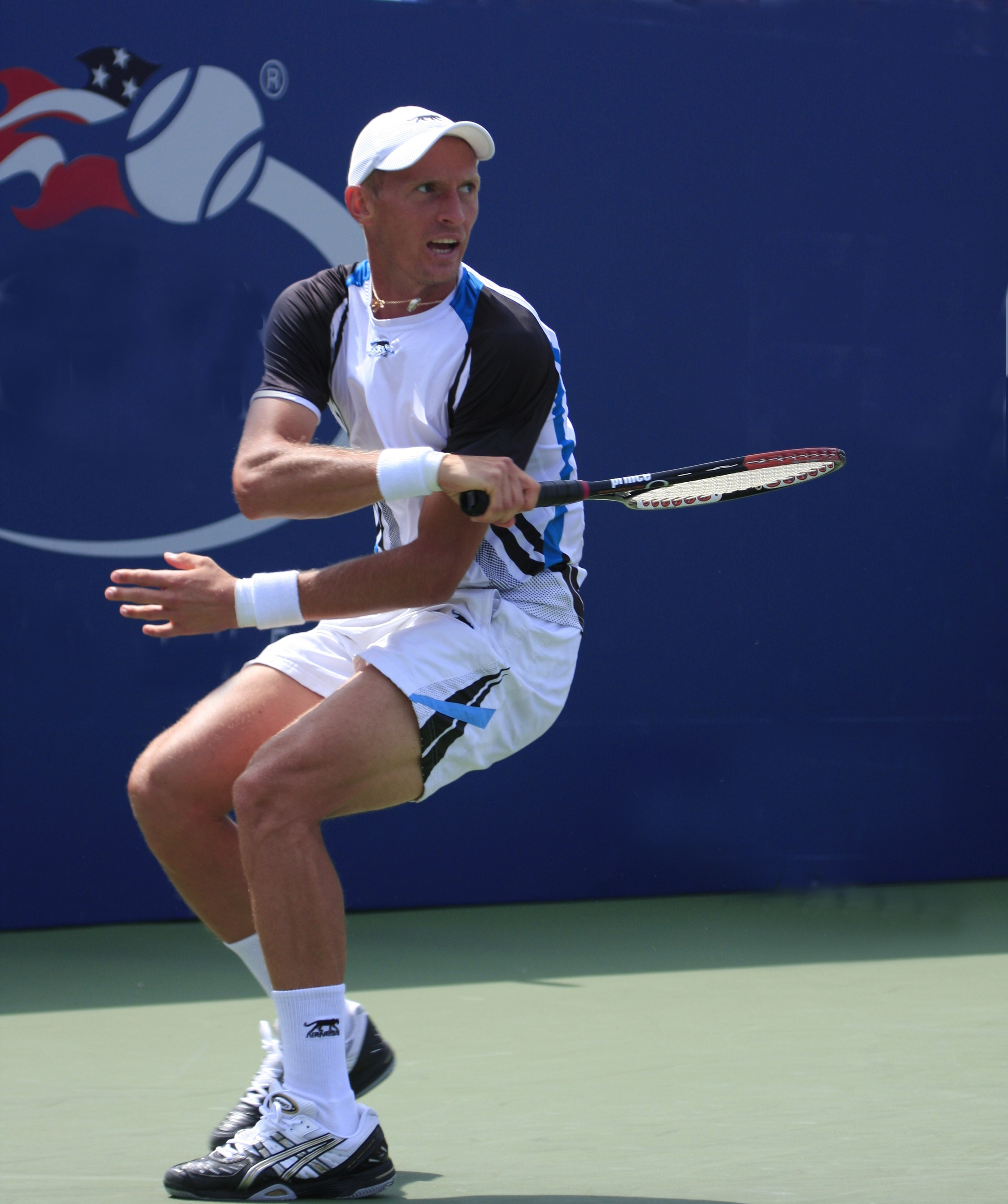
Davydenko tijdens de wedstrijd op de US Open 2009 tegen Robin Söderling

In de eerste drie maanden van het jaar speelde Davydenko weinig door een blessure aan de linkerhiel die hij had opgelopen in zijn tweederondematch op het ATP-toernooi van Chennai begin januari. Hij nam daarom niet deel aan de Australian Open. Davydenko kwam terug in april op het ATP-toernooi van Monte Carlo, waar hij de kwartfinale haalde. In Barcelona en Estoril haalde hij de halve finale. Op Roland Garros verloor hij in de kwartfinale van de uiteindelijke verliezende finalist Robin Söderling. Op Wimbledon werd hij al in de derde ronde uitgeschakeld door Tomáš Berdych. In juli haalde hij de kwartfinale in Stuttgart en won hij twee toernooien op rij: Hamburg (winst tegen Paul-Henri Mathieu) en Umag (winst tegen Juan Carlos Ferrero). In augustus haalde hij de kwartfinale op het Masterstoernooi van Montréal, die hij verloor van de uiteindelijke winnaar Andy Murray, en op het ATP-toernooi van New Haven. Op de US Open trok hij zich in de vierde ronde terug tijdens de partij tegen de Zweed Robin Söderling. Het najaar was zeer succesvol. Davydenko haalde de kwartfinale in Peking en de halve finale in Valencia en won in Kuala Lumpur en op het Masterstoernooi van Shanghai. Aan het einde van het seizoen wist de Rus het grootste succes uit zijn carrière te boeken. In november won hij in Londen de ATP World Tour Finals. Op de weg naar de titel versloeg Davydenko onder andere Roger Federer (voor het eerst in 13 ontmoetingen), Rafael Nadal en Robin Söderling. In de finale won hij relatief eenvoudig met 6-3 en 6-4 van Juan Martín del Potro.

#### 2010
Davydenko startte 2010 sterk met winst op het ATP-toernooi van Doha, waar hij de nummers 1 en 2 van de wereld, Roger Federer en Rafael Nadal, versloeg. Op de Australian Open nam Federer echter revanche door hem in de kwartfinale te verslaan. In februari haalde hij de halve finale in Rotterdam. Hij trok zich terug op het ATP-toernooi van Indian Wells met een blessure aan de linkerpols, die hem ook verhinderde deel te nemen aan Roland Garros. Op Wimbledon werd hij in de tweede ronde uitgeschakeld door de veel lager geklasseerde Daniel Brands. Tijdens de zomer haalde hij de kwartfinale in Umag en op de Masters van Cincinnati. Op de US Open werd hij al in de tweede ronde uitgeschakeld door Richard Gasquet. In het najaar haalde hij nog vier kwartfinales: in Peking, Montpellier, Valencia en op de Masters van Parijs. Davydenko eindigde het jaar voor het eerst sinds 2004 buiten de top 10, op plaats 22.

#### 2011
Net zoals in 2010 haalde Davydenko de finale van het ATP-toernooi van Doha, maar ditmaal verloor hij die van Roger Federer. Op de Australian Open werd hij al meteen in de eerste ronde uitgeschakeld door de Duitser Florian Mayer. Deze nederlaag luidde een mindere periode in met vroege uitschakelingen in de toernooien waaraan hij deelnam, Roland Garros en Wimbledon inbegrepen. In februari viel hij zelfs even uit de top 40. De enige uitschieter van het voorjaar was de winst op het ATP-toernooi van München, waar hij Florian Mayer klopte in de finale. Na Wimbledon bleven de grote resultaten ook uit. Hij haalde de derde ronde op de US Open, twee kwartfinales (Kuala Lumpur en Valencia) en een halve finale, in Moskou. Davydenko eindigde het jaar voor het eerst sinds 2003 buiten de top 40, op plaats 41.

#### 2012 - 2014
Na 2011 viel Davydenko verder terug, zowel qua resultaten als qua ranking. Blessures, met name in zijn laatste jaar, 2014, droegen niet bij aan succes op de ATP Tour. Zijn laatste partij speelde Davydenko dat jaar op Roland Garros, hij verloor er in de eerste ronde van Robin Haase. Op 16 oktober van dat jaar maakte Davydenko officieel zijn afscheid bekend van het tennis.

### Davis Cup
Davydenko speelde zijn eerste Davis Cup voor Rusland in 2003 in een duel tegen Tsjechië in de eerste ronde van de Wereldgroep. Hij speelde in elk jaar van 2003 tot en met 2010, met uitzondering van 2009, en maakte in 2006 deel uit van het Russische team dat de Davis Cup won. In de periode 2003-2010 won Davydenko veertien van zijn 23 enkelmatchen en twee van zijn vier dubbelmatchen.

### Gokschandaal
De ATP onderzocht een nederlaag van Davydenko tegen Martín Vassallo Argüello in de zomer van 2007. Davydenko was als nummer vier op de ATP-lijst favoriet tegen de nummer 87, maar nadat hij de eerste set had gewonnen, werden er bij wedkantoor Betfair ongewoon hoge bedragen ingezet op zijn tegenstander. In de derde set trok Davydenko zich terug, naar eigen zeggen wegens een voetblessure. Het gokkantoor Betfair beschouwde de grote inzet op Arguella als dubieus en meldde de zaak bij de ATP. Op 11 september 2008 werd Davydenko na een onderzoek van een jaar van de beschuldigingen vrijgesproken.

## Palmares
| Legenda                       | Legenda               |
| ----------------------------- | --------------------- |
| Grand Slam                    |                       |
| Olympische Spelen             |                       |
| tot 2009                      | vanaf 2009            |
| Tennis Masters Cup            | ATP Finals            |
| ATP Masters Series            | ATP Tour Masters 1000 |
| ATP International Series Gold | ATP Tour 500          |
| ATP International Series      | ATP Tour 250          |

### Enkelspel
| Nr.                  | Datum             | Toernooi              | Ondergrond | Tegenstander in finale | Score           | Details       |
| -------------------- | ----------------- | --------------------- | ---------- | ---------------------- | --------------- | ------------- |
| Gewonnen finales     |                   |                       |            |                        |                 |               |
| 1.                   | 5 januari 2003    | ATP Adelaide          | Hardcourt  | Kristof Vliegen        | 6-2, 7-6        | Details       |
| 2.                   | 13 april 2003     | ATP Estoril           | Gravel     | Agustín Calleri        | 6-4, 6-3        | Details       |
| 3.                   | 2 mei 2004        | ATP München           | Gravel     | Martin Verkerk         | 6-4, 7-5        | Details       |
| 4.                   | 17 oktober 2004   | ATP Moskou            | Tapijt (I) | Greg Rusedski          | 3-6, 6-3, 7-5   | Details       |
| 5.                   | 21 mei 2005       | ATP St. Pölten        | Gravel     | Jürgen Melzer          | 6-3, 2-6, 6-4   | Details       |
| 6.                   | 27 mei 2006       | ATP Pörtschach        | Gravel     | Andrei Pavel           | 6-0, 6-3        | Details       |
| 7.                   | 6 augustus 2006   | ATP Sopot             | Gravel     | Florian Mayer          | 7-6, 5-7, 6-4   | Details       |
| 8.                   | 26 augustus 2006  | ATP New Haven         | Hardcourt  | Agustín Calleri        | 6-4, 6-3        | Details       |
| 9.                   | 15 oktober 2006   | ATP Moskou            | Tapijt (I) | Marat Safin            | 6-4, 5-7, 6-4   | Details       |
| 10.                  | 5 november 2006   | ATP Parijs            | Tapijt (I) | Dominik Hrbatý         | 6-1, 6-2, 6-2   | Details       |
| 11.                  | 14 oktober 2007   | ATP Moskou            | Tapijt (I) | Paul-Henri Mathieu     | 7-5, 7-6        | Details       |
| 12.                  | 6 april 2008      | ATP Miami             | Hardcourt  | Rafael Nadal           | 6-4, 6-2        | Details       |
| 13.                  | 24 mei 2008       | ATP Pörtschach        | Gravel     | Juan Mónaco            | 6-2, 2-6, 6-2   | Details       |
| 14.                  | 9 juni 2008       | ATP Warschau          | Gravel     | Tommy Robredo          | 6-3, 6-3        | Details       |
| 15.                  | 27 juli 2009      | ATP Hamburg           | Gravel     | Paul-Henri Mathieu     | 6-4, 6-2        | Details       |
| 16.                  | 2 augustus 2009   | ATP Umag              | Gravel     | Juan Carlos Ferrero    | 6-3, 6-0        | Details       |
| 17.                  | 4 oktober 2009    | ATP Kuala Lumpur      | Hardcourt  | Fernando Verdasco      | 6-4, 7-5        | Details       |
| 18.                  | 18 oktober 2009   | ATP Shanghai          | Hardcourt  | Rafael Nadal           | 7-6, 6-3        | Details       |
| 19.                  | 29 november 2009  | ATP World Tour Finals | Hardcourt  | Juan Martín del Potro  | 6-3, 6-4        | Details       |
| 20.                  | 9 januari 2010    | ATP Doha              | Hardcourt  | Rafael Nadal           | 0-6, 7-6, 6-4   | Details       |
| 21.                  | 24 april 2011     | ATP München           | Gravel     | Florian Mayer          | 6-3, 3-6, 6-1   | Details       |
| Verloren finales     |                   |                       |            |                        |                 |               |
| 1.                   | 26 mei 2003       | ATP St. Pölten        | Gravel     | Andy Roddick           | 3-6, 2-6        | Details       |
| 2.                   | 8 mei 2006        | ATP Estoril           | Gravel     | David Nalbandian       | 3-6, 4-6        | Details       |
| 3.                   | 17 juli 2006      | ATP Bastad            | Gravel     | Tommy Robredo          | 2-6, 1-6        | Details       |
| 4.                   | 20 april 2008     | ATP Estoril           | Gravel     | Roger Federer          | 6-7, 2-1 opgave | Details       |
| 5.                   | 16 november 2008  | Tennis Masters Cup    | Hardcourt  | Novak Đoković          | 1-6, 5-7        | Details       |
| 6.                   | 8 januari 2011    | ATP Doha              | Hardcourt  | Roger Federer          | 3-6, 4-6        | Details       |
| 7.                   | 6 januari 2013    | ATP Doha              | Hardcourt  | Richard Gasquet        | 6-3, 6-7, 3-6   | Details       |
| Gewonnen challengers |                   |                       |            |                        |                 |               |
| 1.                   | 21 augustus 2000  | Mönchengladbach       | Gravel     | Edwin Kempes           | 6-3, 3-6, 6-3   | 6-3, 3-6, 6-3 |
| 2.                   | 2 juli 2001       | Ulm                   | Gravel     | Irakli Labadze         | 4-6, 7-6, 7-5   | 4-6, 7-6, 7-5 |
| 3.                   | 17 september 2001 | Istanbul              | Hardcourt  | Cyril Saulnier         | 6-3, 6-3        | 6-3, 6-3      |
| 4.                   | 16 september 2002 | Szczecin              | Gravel     | David Sánchez          | 6-3, 6-3        | 6-3, 6-3      |

### Dubbelspel
| Nr.                          | Datum           | Toernooi     | Ondergrond | Partner       | Tegenstanders in finale              | Score          | Details |
| ---------------------------- | --------------- | ------------ | ---------- | ------------- | ------------------------------------ | -------------- | ------- |
| Gewonnen finales herendubbel |                 |              |            |               |                                      |                |         |
| 1.                           | 17 oktober 2004 | ATP Moskou   | Tapijt (I) | Igor Andrejev | Mahesh Bhupathi Jonas Björkman       | 3-6, 6-3, 6-4  | Details |
| Verloren finales herendubbel |                 |              |            |               |                                      |                |         |
| 1.                           | 17 oktober 2005 | ATP Moskou   | Tapijt (I) | Igor Andrejev | Maks Mirni Michail Joezjny           | 1-6, 1-6       | Details |
| 2.                           | 9 juni 2008     | ATP Warschau | Gravel     | Yuri Schukin  | Mariusz Fyrstenberg Marcin Matkowski | 0-6, 6-3, 4-10 | Details |

## Prestatietabellen
| Legenda | Legenda                          |
| ------- | -------------------------------- |
| g.t.    | geen toernooi gehouden           |
| l.c.    | lagere categorie                 |
| –       | niet deelgenomen                 |
| G       | uitgeschakeld in de groepsfase   |
| 1R      | uitgeschakeld in de eerste ronde |
| 2R      | uitgeschakeld in de tweede ronde |
| 3R      | uitgeschakeld in de derde ronde  |
| 4R      | uitgeschakeld in de vierde ronde |
| KF      | uitgeschakeld in de kwartfinale  |
| HF      | uitgeschakeld in de halve finale |
| F       | de finale verloren               |
| W       | het toernooi gewonnen            |
| w-v     | winst/verlies-balans             |

### Prestatietabel enkelspel
Deze gegevens zijn bijgewerkt tot en met 2 januari 2012.
| Grandslamtoernooien   |                   |                   |                   |                   |                   |                   |                   |                   |                   |               |               |               |               |               |               |         |
| Australian Open       | –                 | 2R                | 1R                | 1R                | 2R                | KF                | KF                | KF                | 4R                | –             | KF            | 1R            | 1R            | 2R            | 2R            | 23-12   |
| Roland Garros         | –                 | 2R                | 2R                | 2R                | 1R                | HF                | KF                | HF                | 3R                | KF            | –             | 2R            | 1R            | 3R            | 1R            | 26-13   |
| Wimbledon             | –                 | –                 | 1R                | 1R                | 1R                | 2R                | 1R                | 4R                | 1R                | 3R            | 2R            | 1R            | 1R            | –             | –             | 7-11    |
| US Open               | –                 | 1R                | 2R                | 2R                | 3R                | 2R                | HF                | HF                | 4R                | 4R            | 2R            | 3R            | 2R            | 2R            | –             | 26-13   |
| Winst-verlies         | 0-0               | 2-3               | 2-4               | 2-4               | 3-4               | 11-4              | 13-4              | 17-4              | 8-4               | 9-3           | 6-3           | 3-4           | 1-4           | 4-3           | 1-2           | 82-50   |
| ATP World Tour Finals |                   |                   |                   |                   |                   |                   |                   |                   |                   |               |               |               |               |               |               |         |
| ATP World Tour Finals | –                 | –                 | –                 | –                 | –                 | HF                | G                 | G                 | F                 | W             | –             | –             | –             | –             | –             | 12-8    |
| ATP Masters 1000      |                   |                   |                   |                   |                   |                   |                   |                   |                   |               |               |               |               |               |               |         |
| Indian Wells          | –                 | –                 | –                 | –                 | 1R                | 2R                | 3R                | 4R                | 3R                | –             | 3R            | 2R            | 3R            | 2R            | 2R            | 10-9    |
| Miami                 | –                 | –                 | 2R                | 1R                | 2R                | 2R                | 4R                | 3R                | W                 | –             | –             | 1R            | 2R            | 1R            | 1R            | 12-10   |
| Monte Carlo           | –                 | –                 | –                 | 1R                | KF                | 3R                | 1R                | 2R                | HF                | KF            | –             | 1R            | –             | 2R            | –             | 11-9    |
| Rome                  | –                 | –                 | 1R                | 2R                | 3R                | 1R                | 3R                | HF                | 3R                | 2R            | –             | 1R            | 1R            | 1R            | –             | 9-11    |
| Hamburg               | –                 | –                 | –                 | 2R                | 1R                | HF                | KF                | 3R                | 2R                | l.c.          | l.c.          | l.c.          | l.c.          | l.c.          | l.c.          | 11-6    |
| Stuttgart             | –                 | –                 | geen toernooi     | geen toernooi     | geen toernooi     | geen toernooi     | geen toernooi     | geen toernooi     | geen toernooi     | geen toernooi | geen toernooi | geen toernooi | geen toernooi | geen toernooi | geen toernooi | 0-0     |
| Madrid                | geen toernooi     | geen toernooi     | –                 | 1R                | –                 | 3R                | 2R                | –                 | 2R                | 3R            | –             | 1R            | 2R            | 1R            | –             | 4-7     |
| Montréal/Toronto      | –                 | –                 | –                 | 2R                | –                 | 3R                | 1R                | KF                | 3R                | KF            | 3R            | 2R            | –             | KF            | –             | 13-9    |
| Cincinnati            | –                 | –                 | –                 | 1R                | –                 | KF                | 1R                | HF                | 2R                | 3R            | KF            | 2R            | 3R            | 2R            | –             | 13-10   |
| Shanghai              | geen Masters 1000 | geen Masters 1000 | geen Masters 1000 | geen Masters 1000 | geen Masters 1000 | geen Masters 1000 | geen Masters 1000 | geen Masters 1000 | geen Masters 1000 | W             | 2R            | –             | –             | –             | –             | 5-1     |
| Parijs                | –                 | –                 | –                 | 1R                | 2R                | KF                | W                 | 3R                | HF                | 3R            | KF            | 1R            | –             | –             | –             | 15-8    |
| Olympische Spelen     |                   |                   |                   |                   |                   |                   |                   |                   |                   |               |               |               |               |               |               |         |
| Olympische Spelen     | –                 | geen toernooi     | geen toernooi     | geen toernooi     | 1R                | geen toernooi     | geen toernooi     | geen toernooi     | 2R                | geen toernooi | geen toernooi | geen toernooi | 2R            | geen toernooi | geen toernooi | 2-3     |
| Statistieken          |                   |                   |                   |                   |                   |                   |                   |                   |                   |               |               |               |               |               |               |         |
| Totaal aantal titels  | 0                 | 0                 | 0                 | 2                 | 2                 | 1                 | 5                 | 1                 | 3                 | 5             | 1             | 1             | 0             | 0             | 0             | 21      |
| Totaal winst-verlies  | 3-1               | 6-15              | 12-24             | 30-33             | 33-29             | 56-30             | 69-29             | 53-31             | 56-21             | 57-17         | 30-19         | 25-25         | 24-23         | 22-22         | 6-10          | 482-329 |
| Eindejaarsranking     | 134               | 79                | 85                | 44                | 28                | 5                 | 3                 | 4                 | 5                 | 6             | 22            | 41            | 44            | 53            | 250           | n.v.t.  |

N.B. "g.t." = geen toernooi / "l.c." = lagere categorie / "G" = groepsfase

### Prestatietabel dubbelspel (grand slam)
| Grandslamtoernooien   |      |     |               |               |               |     |               |               |               |     |        |
| Australian Open       | –    | 1R  | 2R            | 1R            | –             | –   | –             | –             | –             |     | 1-3    |
| Roland Garros         | –    | 2R  | 3R            | –             | –             | –   | –             | –             | –             |     | 3-2    |
| Wimbledon             | 1R   | KF  | –             | –             | –             | –   | –             | –             | –             |     | 3-2    |
| US Open               | 1R   | 2R  | 2R            | –             | –             | –   | –             | –             | –             |     | 2-3    |
| Winst-verlies         | 0-2  | 5-4 | 4-3           | 0-1           | 0-0           | 0-0 | 0-0           | 0-0           | 0-0           | 0-0 | 9-10   |
| ATP World Tour Finals |      |     |               |               |               |     |               |               |               |     |        |
| ATP World Tour Finals | –    | –   | –             | –             | –             | –   | –             | –             | –             |     | 0-0    |
| Olympische Spelen     |      |     |               |               |               |     |               |               |               |     |        |
| Olympische Spelen     | g.t. | 2R  | geen toernooi | geen toernooi | geen toernooi | KF  | geen toernooi | geen toernooi | geen toernooi |     | 3-2    |
| Statistieken          |      |     |               |               |               |     |               |               |               |     |        |
| Totaal aantal titels  | 0    | 1   | 0             | 0             | 0             | 0   | 0             | 0             | 0             | 0   | 1      |
| Eindejaarsranking     | 254  | 72  | 45            | 158           | g.r.          | 219 | 278           | g.r.          | g.r.          |     | n.v.t. |

N.B. "g.r." = geen ranking